# Гродненский гусарский лейб-гвардии полк

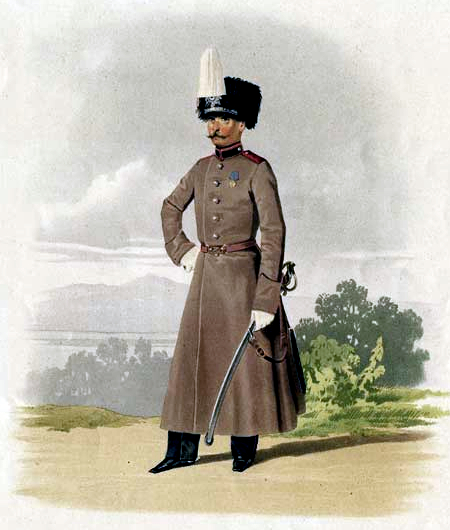
Пиратский К. К. Рядовой Л.-Гв. Гродненского Гусарского полка. 1856 год.

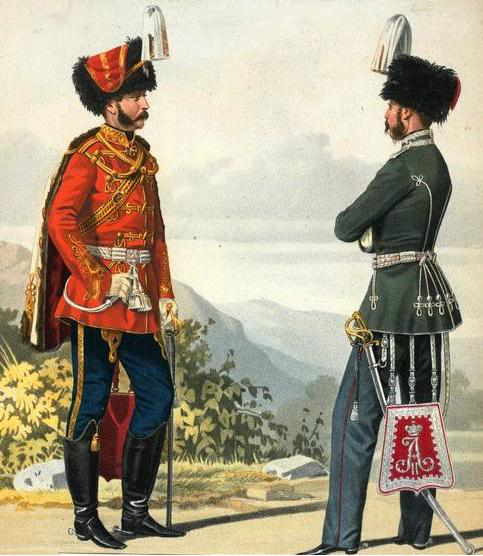
Пиратский К. К. Штаб-офицер лейб-гвардии Гусарского и обер-офицер лейб-гвардии Гродненского гусарского полков. 1858 год.

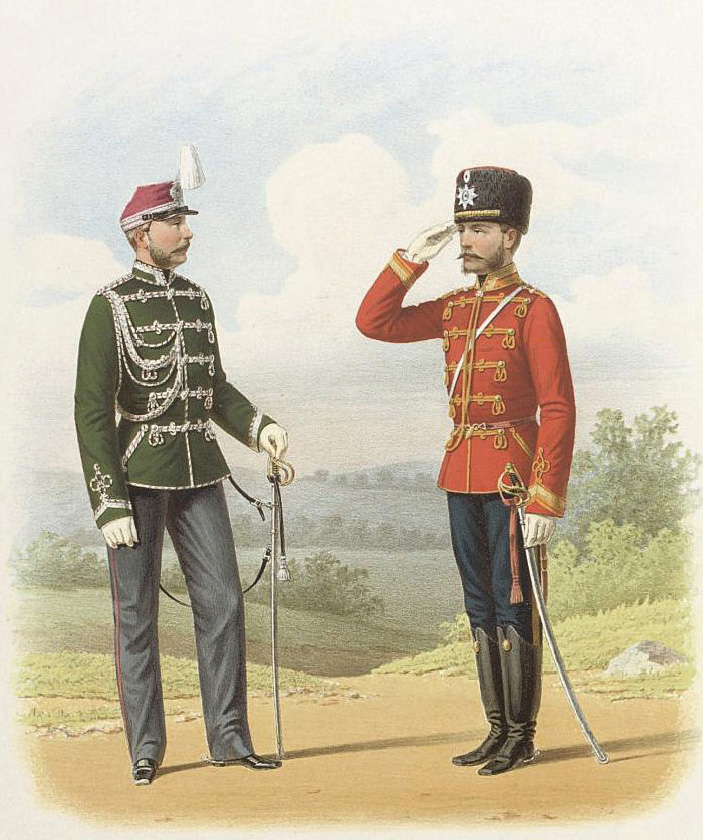
Адъютант Л. Гв. Гродненского гусарского и унтер-офицер Л. Гв. Гусарского Его Величества полков.

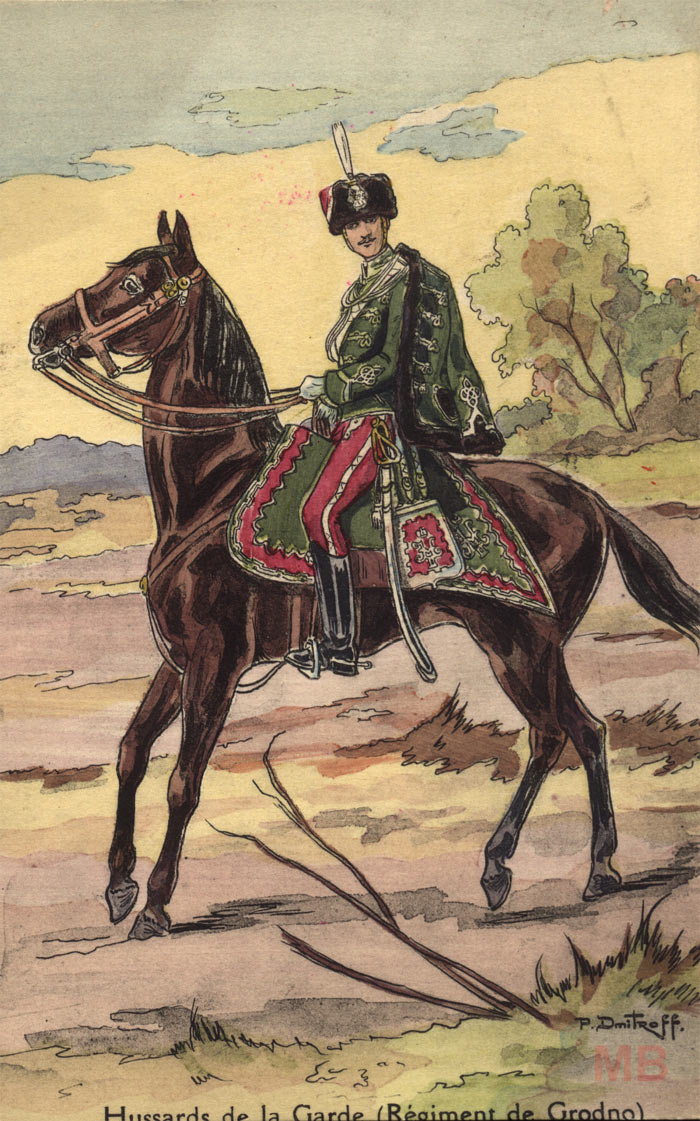
Военная форма лейб-гвардии Гродненского гусарского полка

Лейб-гвардии Гродненский гусарский полк — кавалерийский полк Русской гвардии. Образован 19 февраля 1824 года, полковой праздник — 11 июля, в день Св. Блаженной Княгини Ольги. Дислокация: Варшава (1864—1914). До его формирования в России уже был гусарский полк, называвшийся Гродненский; но он тогда же, в 1824, переименован в Клястицкий гусарский.
Нижние чины полка комплектовались из брюнетов с небольшими бородками. Общая полковая масть коней — караковая (у трубачей без отметин). Масти различались по эскадронам: 1-й эскадрон — чисто караковые, 2-й эскадрон — караковые белоногие, 3-й эскадрон — караковые со звёздочкой, 4-й эскадрон — те, которые не подходили в другие эскадроны, 5-й эскадрон — светло-караковые, 6-й эскадрон — караковые белоногие со звёздочкой и отметинами.

## История полка
19.02.1824 — в г. Седлеце (Польша) из поляков, служивших в 1-й, 2-й и 3-й гусарских и Литовской уланской дивизии начал формироваться лейб-гвардии Гродненский гусарский полк на правах молодой гвардии в составе 4-х эскадронов и пешего резерва.
06.12.1831 — за отличие в Польском походе пожалованы права старой гвардии.
1831 — переведён в Селищенские казармы штаба 1-го округа Новгородской губернии.
1832 — приведён в состав 6 действующих и 1 запасного эскадрона.
26.06.1856 — приведён в состав 6 действующих и 2 резервных эскадронов.
18.09.1856 — переформирован в 4 действующих эскадрона и резервный 5-й.
1857 — включён в состав 3-й бригады 2-й гвардейской кавалерийской дивизии.
29.12.1863 — резервный эскадрон отчислен от полка в состав гвардейской резервной кавалерийской бригады и назван резервным эскадроном лейб-гвардии Гродненского гусарского полка.
4.08.1864 — в связи с упразднением гвардейской резервной кавалерийской бригады резервный эскадрон зачислен в ведение начальства Отдельного гвардейского корпуса отдельно от полка.
27.07.1875 — резервный эскадрон переименован в запасный.
6.08.1883 — приведён в состав 6 эскадронов, запасный эскадрон переформирован в отделение кадра.
19.05.1915 — в составе Сводно-кавалерийской дивизии.
4.04.1916 — исключён из состава Сводно-кавалерийской дивизии.
13.04.1916 — в составе Сводной гвардейской кавалерийской дивизии.
Полк был активным участником Первой мировой войны, в частности, Галицийской битвы и Варшавско-Ивангородской операции 1914 г., Заднестровского сражения 26 апреля — 2 мая 1915 г.
04.03.1918 — приказом № 236 Московского областного комиссариата по военным делам полк расформирован.
Возрождён во ВСЮР. Гродненские гусары с 27 мая 1919 г. входили в состав сформированного Сводно-гусарского полка, где в июле 1919 г. были представлены эскадроном. С 30 декабря 1919 г. взвод и эскадрон полка входил в Сводную кавалерийскую бригаду, с начала января 1920 г. — в Сводно-гвардейский кавалерийский полк 1-й кавалерийской дивизии, а по прибытии в Крым с 16 апреля 1920 г. составил половину 7-го эскадрона Гвардейского кавалерийского полка. Полк потерял в Белом движении 9 офицеров (3 расстреляны, 3 убиты и 3 умерли от болезней). Полковое объединение в эмиграции (Париж) на 1951 г. насчитывало 20 чел.

## Форма 1914 года
Общегусарская. Доломан, ментик, тулья, клапан — пальто, шинели — тёмно-зелёный, шлык, околыш, погоны, варварки, выпушка, подбой — малиновый, металлический прибор — серебряный.

### Флюгер
Цвета: Верх — малиновый, полоса — белый, низ — тёмно-зелёный.

## Знаки отличия
Полк имеет следующие знаки отличия:

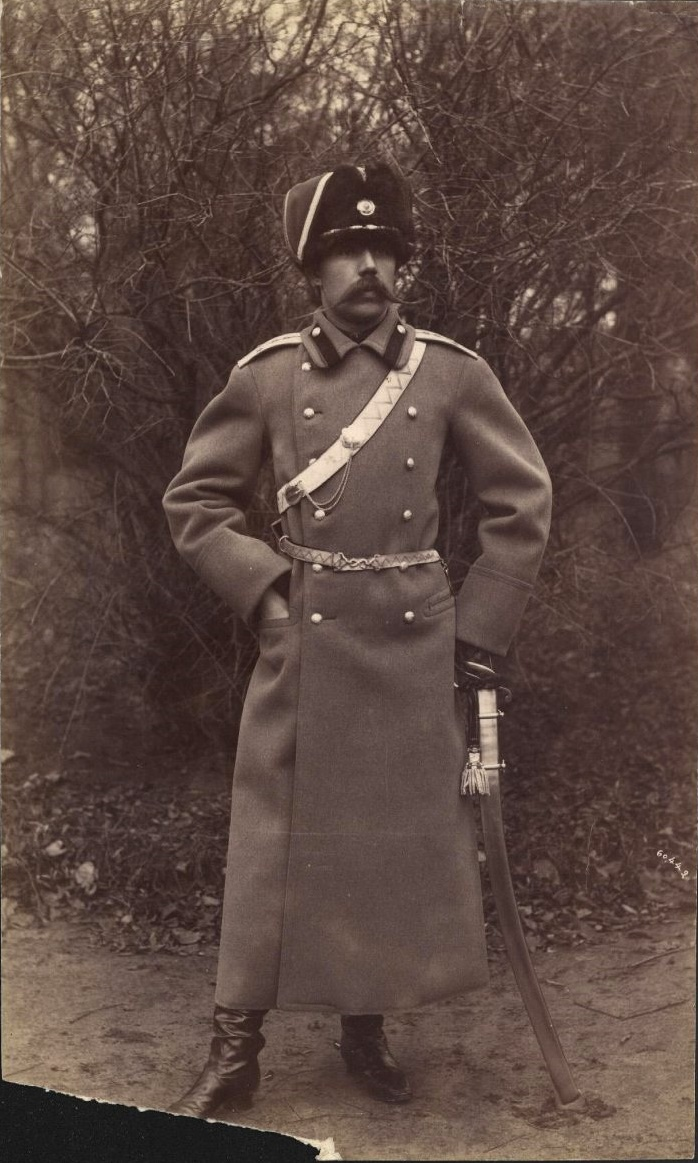
Гродненский офицер-гусар в полном зимнем облачении. 1888—1889 гг.

- Георгиевский штандарт с надписью «За отличие в Турецкую войну 1877 и 1878 годов»
- 15 серебряных труб с надписью «Лейб-Гвардии Гродненский Гусарский полк 1830 г.»

## Шефы
- 16.02.1826 — 17.05.1831 — Великий князь Константин Павлович
- 08.09.1843 — 13.04.1863 — Наследник Цесаревич и Великий князь Николай Александрович
- 29.05.1863 — 14.10.1902 — Великий князь Павел Александрович
- 23.10.1910 — 26.07.1914 — Императрица Германская и Королева Прусская Августа Виктория
- 29.06.1915 — 04.03.1917 — Великий князь Павел Александрович

## Командиры
(Командующий в дореволюционной терминологии означал временно исполняющего обязанности начальника или командира. С 1820-х годов должности командира гвардейского полка соответствовал чин генерал-майора, и при назначении на эту должность полковников они оставались командующими до момента своего производства в генерал-майоры).

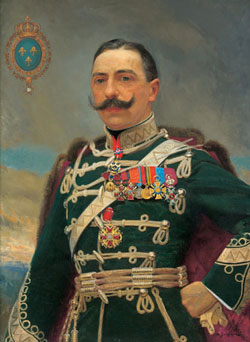
Портрет полковника лейб-гвардии Гродненского гусарского полка дона Хайме Бурбона, герцога мадридского

- 23.03.1824 — 28.02.1835 — полковник (с 25.06.1827 генерал-майор) Штрандман, Карл Густавович
- 03.03.1835 — 06.12.1837 — генерал-майор Эссен, Антон Антонович
- 06.12.1837 — 22.09.1845 — генерал-майор князь Багратион-Имеретинский, Дмитрий Георгиевич
- 07.11.1845 — 11.04.1848 — генерал-майор Бреверн, Александр Иванович
- 11.04.1848 — 18.01.1851 — генерал-майор Берг, Роман Борисович
- 18.01.1851 — 26.08.1856 — генерал-майор Адеркас, Георгий Васильевич
- 26.08.1856 — 05.10.1863 — генерал-майор (с 08.09.1859 генерал-майор Свиты Е. И. В.) Краснокутский, Николай Александрович
- 05.10.1863 — 06.01.1865 — полковник (с 19.04.1864 генерал-майор с утверждением командиром полка) Татищев, Дмитрий Александрович
- 06.01.1865 — 17.03.1872 — полковник (с 27.03.1866 генерал-майор, с 21.09.1868 в Свите) граф Олсуфьев, Алексей Васильевич
- 17.03.1872 — 27.07.1875 — полковник (с 16.04.1872 генерал-майор, с 29.06.1874 в Свите) граф де Бальмен, Александр Петрович
- 27.07.1875 — 25.03.1881 — полковник (с 26.08.1876 флигель-адъютант, с 10.02.1878 в Свите) принц Альберт Саксен-Альтенбургский
- 23.04.1881 — 21.09.1884 — полковник (с 15.05.1883 генерал-майор) Вольф, Оттон Осипович
- 21.09.1884 — 07.01.1892 — полковник (с 30.08.1886 генерал-майор) Остроградский, Всеволод Матвеевич
- 07.01.1892 — 29.05.1897 — генерал-майор Зандер, Оскар Яковлевич
- 29.05.1897 — 02.03.1899 — генерал-майор Дубенский, Александр Николаевич
- 22.03.1899 — 01.12.1903 — полковник (с 06.12.1899 генерал-майор) Грязнов, Фёдор Фёдорович
- 24.01.1904 — 09.06.1907 — полковник (с 06.12.1904 генерал-майор) Шарпантье, Клаас-Густав-Роберт Робертович
- 09.06.1907 — 10.04.1911 — полковник (с 30.07.1907 генерал-майор) фон Кауфман, Алексей Михайлович
- 10.04.1911 — 18.08.1912 — командующий полковник фон Бюнтинг, Алексей Георгиевич
- 18.08.1912 — 14.07.1914 — Свиты Его Величества генерал-майор князь Енгалычев, Николай Александрович
- 25.07.1914 — 03.11.1914 — командующий полковник Головин, Николай Николаевич
- 03.11.1914 — 16.02.1916 — полковник (с 22.03.1915 генерал-майор) барон Винекен, Александр Георгиевич
- 11.03.1916 — 03.06.1917 — полковник (с 06.12.1916 генерал-майор) Генрици, Эдуард Эдуардович
- 03.06.1917 — xx.11.1917 — командующий полковник Лазарев, Сергей Николаевич
- xx.11.1917 — xx.12.1917 — командующий полковник Домонтович, Сергей Алексеевич

## Известные люди, служившие в полку
- Лунин, Михаил Сергеевич — декабрист
- Лермонтов, Михаил Юрьевич — поэт
- Казнаков, Николай Геннадьевич — генерал от инфантерии, генерал-адъютант, киевский губернатор, западно-сибирский генерал-губернатор
- Лорис-Меликов, Михаил Тариэлович — военачальник и государственный деятель
- Скобелев, Михаил Дмитриевич — генерал от инфантерии
- Шатров, Илья Алексеевич — композитор
- Хайме де Бурбон — испанский инфант, карлистский претендент на испанский престол и легитимистский — на французский